# Georgian-Express-Flug 126
Der Georgian-Express-Flug 126 (Flugnummer IATA: ZX126, ICAO: GGN126, Funkrufzeichen: GEORGIAN 126) war ein Linieninlandsflug der kanadischen Georgian Express. Es handelte sich um eine Flugverbindung innerhalb der Provinz Ontario, die von der im Eriesee gelegenen Insel Pelee nach Windsor führte. Am 17. Januar 2004 stürzte auf diesem Flug eine Cessna 208B Grand Caravan kurz nach dem Start aufgrund von Vereisung und Überladung ab, wobei alle zehn Personen an Bord getötet wurden.

## Flugzeug
Bei der Maschine handelte es sich um eine 1998 gebaute Cessna 208B Grand Caravan mit der Werknummer 208B0658, die mit dem Luftfahrzeugkennzeichen C-FAGA auf die Georgian Express zugelassen war. Das einmotorige Zubringerflugzeug war mit einem Turboproptriebwerk des Typs Pratt & Whitney Canada PT6A-114A mit 505 kW (675 PS) ausgestattet, das mit einem dreiblättrigen, verstellbaren Hartzell-Propeller bestückt war. Bis zum Zeitpunkt des Unfalls hatte die Maschine eine Gesamtbetriebsleistung von 7.809 Betriebsstunden absolviert.

## Insassen
Den Flug von Pelee nach Windsor hatten neun Passagiere angetreten. Als einziges Besatzungsmitglied befand sich ein Pilot an Bord. Der verantwortliche Pilot flog seit November 2000 für die Georgian Express, zunächst mit Maschinen des Typs Beechcraft 1900, bis zum 30. November 2003 wurde er dann für die Cessna 208 qualifiziert. Der Pilot verfügte über 3.465 Stunden Flugerfahrung, von denen er 957 Stunden mit der Cessna 208 absolviert hatte.

## Flugzweck
Der Passagierbetrieb zwischen Windsor und Pelee wird gewöhnlicherweise über eine Fährverbindung der Owen Sound Transportation Company (OSTC) bedient. Für die Wintermonate, in denen der Eriesee gefroren ist, schreibt die Gesellschaft Aufträge an externe Dienstleister zur Durchführung von Flugverbindungen aus. Für die Wintersaison 2003/04 hatte die Georgian Express am 13. Dezember 2003 den Zuschlag erhalten.

## Unfallhergang
Um 15:23 Uhr wurde die Maschine am Flughafen Windsor für den Flug GGN125 nach Pelee betankt. Um 15:55 Uhr wurde die Maschine enteist und startete zehn Minuten später. Die Landung auf dem Flughafen Pelee folgte um 16:20 Uhr. An der Rampe äußerten zwei Personen Bedenken gegenüber dem Piloten, dass sich Eis auf dem Flügel befand. Zu diesem Zeitpunkt schneite es. Es wurde beobachtet, dass der Pilot die Vorderkante der Tragfläche in Augenschein nahm, er äußerte jedoch keine Bedenken und fuhr mit dem Boarding der Passagiere und dem Einladen der Fracht fort. Gegen 16:38 Uhr startete die Maschine mit dem Ziel Windsor. Nachdem die Cessna für den Startlauf einen Großteil der Startbahnlänge von 1006 Meter benötigte, stieg sie in einem sehr flachen Winkel in die Luft. Als der Pilot über dem Eriesee die Auftriebshilfen einfuhr, kam es zum Strömungsabriss. Da die Maschine zu diesem Zeitpunkt in eine Rechtskurve einflog, trat der Strömungsabriss zuerst an der linken Tragfläche auf. Die Flugzeugnase senkte sich und die Cessna rollte nach links und schlug schließlich auf dem Eis auf, wobei alle zehn Insassen getötet wurden.

## Ursache
Es wurde festgestellt, dass die Maschine beim Abflug in Pelee Island um 576 kg und damit um etwa 15 Prozent überladen war. Das maximal zulässige Startgewicht betrug 3878 kg. 
Aufgrund der geringen Flughöhe habe der Pilot die Maschine aus dem Strömungsabriss nicht mehr abfangen können.
Das mangelnde Gefahrenbewusstsein des Piloten, das von der Überladung der Maschine, den vereisten Tragflächen und den Wetterbedingungen ausging, sei nicht mit seinem allgemein guten Ruf vereinbar gewesen. Es wurde vermutet, dass seine Entscheidung zum Durchführen des Starts unter diesen Bedingungen wahrscheinlich aus einer Kombination aus Stress und Müdigkeit resultierte.